# Монголия на летних Олимпийских играх 1992
Монголия принимала участие в Летних Олимпийских играх 1992 года в Барселоне (Испания) в седьмой раз за свою историю, и завоевала две бронзовые медали. Сборную страны представляли 33 спортсмена, в том числе 6 женщин. 

## Бронза
- Стрельба, женщины — Доржсурэнгийн Мунхбаяр.
- Бокс, мужчины — Намжилын Баярсайхан.